# Кирило Любовидзький
Кири́ло Любови́дзький  (пол. Cyryl Lubowidzki) (15 липня 1823, Друхів — 9 червня 1898) — римо-католицький луцько-житомирський єпископ.

## Біографія
Народився в 1823 р. в Друхові в Рівненському повіті.
Після домашнього навчання, вступив до семінарії ще в Луцьку, ректором якої був відомий набожний священник, о. Віктор Ожаровський. Відзначався великими здібностями та пильністю, тому був посланий на навчання до Вільна, а потім до Санкт-Петербурга, яке закінчив зі ступенем магістра теології. Ієрейські свячення прийняв у 1846 році. Після повернення до дієцезії був професором догматичної теології, співу та літургії, а також бібліотекарем у Духовній семінарії в Житомирі. Своєю добротою і справедливістю об'єднував питомців. У 1862 р. був назначений прелатом Луцької та Житомирської капітул. У 1878 році, коли єпископ Каспер Боровський був на засланні (від 1869 року), був адміністратором дієцезії та займав цю посаду до прийняття її новопризначеним луцько-житомирським ординарієм єпископом Шимоном Козловським у 1883 році. Коли в 1891 р. єпископ Ш. Козловський був призначений могилівським митрополитом, і луцько-житомирська дієцезія знову залишилася без пастиря, черговий раз став адміністратором дієцезії. Лише 30 січня 1897 р. став черговим луцько-житомирським ординарієм, але був ним недовго, тому що помер 9 червня 1898 року.